# Otočić Kručica
Otočić Kručica är en ö i Kroatien.   Den ligger i länet Dubrovnik-Neretvas län, i den södra delen av landet, 300 km söder om huvudstaden Zagreb. Arean är 0,58 kvadratkilometer.
Terrängen på Otočić Kručica är platt. Öns högsta punkt är 60 meter över havet. Den sträcker sig 0,7 kilometer i nord-sydlig riktning, och 1,1 kilometer i öst-västlig riktning.